# Municipio de Manchester (Indiana)
El municipio de Manchester (en inglés: Manchester Township) es un municipio ubicado en el condado de Dearborn en el estado estadounidense de Indiana. En el año 2010 tenía una población de 3215 habitantes y una densidad poblacional de 27,28 personas por km².

## Geografía
El municipio de Manchester se encuentra ubicado en las coordenadas 39°8′53″N 85°0′40″O / 39.14806, -85.01111. Según la Oficina del Censo de los Estados Unidos, el municipio tiene una superficie total de 117.85 km², de la cual 117,79 km² corresponden a tierra firme y (0,05 %) 0,06 km² es agua.

## Demografía
Según el censo de 2010, había 3215 personas residiendo en el municipio de Manchester. La densidad de población era de 27,28 hab./km². De los 3215 habitantes, el municipio de Manchester estaba compuesto por el 98,13 % blancos, el 0,34 % eran afroamericanos, el 0,19 % eran amerindios, el 0,25 % eran asiáticos, el 0,34 % eran de otras razas y el 0,75 % eran de una mezcla de razas. Del total de la población el 1,06 % eran hispanos o latinos de cualquier raza.